# Asher Roth
Asher Paul Roth (* 11. August 1985 in Morrisville, Pennsylvania) ist ein US-amerikanischer Hip-Hop-Musiker.

## Leben
Roth wuchs in Morrisville, 20 km nördlich von Philadelphia, auf und zog im Alter von 18 Jahren für sein Studium nach West Chester. Immer wieder kam er mit der US-amerikanischen Hip-Hop-Szene in Kontakt und versuchte sich auf College-Partys an Freestyle-Raps. Über MySpace wurde er schnell bekannt und vom Label SRC Records unter Vertrag genommen. In der Folgezeit veröffentlichte er einige Mixtapes wie z. B. The Greenhouse Effect Vol. 1 und lernte Musiker wie Jay-Z kennen. Im April 2009 erschien sein erstes Studioalbum Asleep in the Bread Aisle, das gute Kritiken erhielt.
Er tritt meistens zusammen mit seinen Musikerkollegen Brain Bangley, Tom Boyd (Boyder), Kevin Lamar und DJ Wreckineyez auf.
Schon seit dem Beginn seiner Karriere wird er oft mit Eminem verglichen. In einem Interview äußerte er sich zu dem Thema wie folgt: Mit Eminem verglichen zu werden, ist eine Ehre für mich und inspiriert mich immer wieder aufs Neue. Außerdem hat er in seinem Song „As I Em“ verarbeitet, wie es ist, immer mit ihm verglichen zu werden. Er möchte damit die Missverständnisse aus dem Weg räumen.

## Diskografie
Alben
- 2009: Asleep in the Bread Aisle
- 2014: RetroHash
- 2020: Flowers on the Weekend

Mixtapes
- 2008: The Greenhouseeffect Vol. 1
- 2009: Asher’s Day Off
- 2010: Seared Foie Gras with Quince and Cranberry
- 2011: Pabst & Jazz
- 2013: The Greenhouse Effect Vol. 2

EPs
- 2005: Just Listen
- 2010: The Rawth EP (mit Nottz)

Singles
- 2009: Roth Boys (basiert auf dem Song „Roc Boys“ von Jay-Z)
- 2009: I Love College
- 2009: Be by Myself (feat. CeeLo Green)
- 2009: She Don’t Wanna Man (feat. Keri Hilson)
- 2009: Lark on My Go-Kart
- 2010: La di da
- 2010: G.R.I.N.D. (Get Ready It’s a New Day)
- 2011: Last Man Standing (feat. Akon)
- 2012: Party Girl (feat. Meek Mill) (prod. Oren Yoel)
- 2018: Mommydog